# Бретт Дін
Бретт Дін ( англ. Brett Dean; нар. 23 жовтня 1961, Брисбен) — австралійський композитор і альтист. 

## біографія
Навчався у Брисбені, закінчив консерваторію в Квінсленді. У 1984—2000 роках грав у Берлінському філармонічному оркестрі, виступав солістом і в складі оркестру в різних країнах світу, виконував твори Гіндеміта, Хенце, Куртага, Вольфґанґа Ріма і ін., записав кілька дисків. Потім повернувся до Австралії. До 2010 року був художнім керівником Австралійської музичної академії в Мельбурні, потім його змінив на цій посаді його брат, кларнетист Пол Дін. 
Почав складати музику в 1988 році, писав для радіо і кіно, займався аранжуваннями.

## Твори
Камерно-інструментальні та оркестрові
- «Музика Аріеля» для кларнета з оркестром ( 1995 ).
- «Голоси ангелів», фортепіанний квінтет (1996).
- «Дванадцять розгніваних чоловіків» для 12 віолончелей (1996).
- «Єдина і неповторна», балет (1998, пост. Іржі Кіліана)
- «Карло» для струнних, семплера і магнітофона (1997, фантазія на музику Карло Джезуальдо та Веноза).
- One of a Kind – Балет на три дії для віолончелі і магнітофнної плівки (1998)
- «Жебраки і ангели» для великого симфонічного оркестру ( 1999 ).
- Пасторальна симфонія ( 2001 ).
- «Заповіт» для 12 альтів ( 2003 ).
- «Затемнення» для струнного квартету ( 2003 )
- Концерт для альта ( 2004 ).
- Parteitag для оркестру і відео ( 2005 ).
- «Забуте мистецтво писати листи»: Концерт для скрипки з оркестром ( 2006 )
- «Падіння Комарова» для симфонічного оркестру ( 2006 )
- «Неприємності і прихильності», для оркестру і двох хорів ( 2006 )
- Скрипковий концерт ( 2007 )
- «The Siduri Dances», для флейти і струнного оркестру (2007)
- Струнний квінтет ( 2009 )
- Skizzen für Siegbert для альта соло ( 2011 )

опери
- «Блаженство»[en] (Bliss), за романом Пітера Кері ( 2010 )
- «Гамлет»[en], в двох діях (2013–16)

вокальні
- «Зимові пісні» (Winter Songs), вокальний цикл  для тенора і квінтету духових (2000)
- Buy Now, Pay Later! для голосу і ансамблю (2002)
- Sparge la morte для голоса, віолончелі, і магнітофонної плівки (2006)
- Poems and Prayers для мецо-сопрано і фортепіано (2006)
- Wolf-Lieder для сопрано і ансамблю (2006)
- Songs of Joy для баритона і оркестру (2008)

## Визнання
- Почесний доктор Університету Гріффіта в Брисбені. У 2009 році удостоєний Премії Гравемайєра за Концерт для скрипки з оркестром «Забуте мистецтво писати листи».
- Лауреат Міжнародної оперної премії  в номінації "світова прем'єра" за оперу "Гамлет" (2018)